# Lournand
Lournand – miejscowość i gmina we Francji, w regionie Burgundia-Franche-Comté, w departamencie Saona i Loara.
Według danych na rok 1990 gminę zamieszkiwało 301 osób, a gęstość zaludnienia wynosiła 27 osób/km² (wśród 2044 gmin Burgundii Lournand plasuje się na 613. miejscu pod względem liczby ludności, natomiast pod względem powierzchni na miejscu 851.).